# Yoshiaki Tabata
Pour les articles homonymes, voir Tabata.
Yoshiaki Tabata (en japonais : 田畑由秋), né le 23 février 1968, est un scénariste de manga japonais.

## Biographie
Il fait ses débuts en 1996 dans le monde du manga en écrivant Comic Master J, un manga dessiné par Yuuki Yogo.
Il a collaboré avec Yuuki Yogo sur d'autres œuvres comme Akumetsu, Wolf Guy, Yagyuu Hijouken Samon (en), Tribals et Shin Mazinger Zero (ja).
Il a également travaillé sur Young Black Jack et sur le manga Ninja Slayer.